# WatchOS
WatchOS is het besturingssysteem dat draait op de Apple Watch en is gebaseerd op iOS. Vanaf watchOS 2 is het mogelijk voor ontwikkelaars om "native" apps voor de smartwatch te schrijven. Men kan enkel apps schrijven voor de Apple Watch met het programma Xcode.

## Versie-geschiedenis

### watchOS 2
WatchOS 2 werd op de WWDC 2015 aangekondigd door Apples CEO Tim Cook. In watchOS 1 was het niet mogelijk om de apps echt op het slimme horloge zelf te draaien, de app draaide op de iPhone en de gegevens werden via bluetooth naar de Watch gestuurd. Dit leidde ertoe dat apps traag waren en men zeer veel het "draaiend wiel" zag.

### watchOS 3
Op 13 september 2016 kwam watchOS 3 beschikbaar tijdens de WWDC 2016. De belangrijkste nieuwe functies zijn prestatieverbeteringen door nieuwe knoppen en vooraf geïnstalleerde applicaties.

### watchOS 4
De vierde versie, watchOS 4 werd gepresenteerd op WWDC 2017 en uitgebracht in september 2017. Nieuwe functies zijn onder meer een nieuwe Siri Watchface en gezondheidsverbeteringen.

### watchOS 5
Nieuwe functies in versie 5 zijn Workout, podcasts, de Walkie-Talkie-functie, Siri, berichten en een studentpas op de Watch.

### watchOS 6
Apple kondigde nieuwe functies aan als de App Store, een rekenmachine, app voor audioboeken, ruisniveaumeting en de Dictafoon. Men toonde ook dat er speciale spellen gespeeld kunnen worden.

### watchOS 7
Versie zeven werd aangekondigd tijdens de WWDC in 2020. Ondersteuning voor de Watch 1 en 2 kwam te vervallen. Nieuw was onder meer Watch Faces, Activiteiten, slaapmonitor, Kaarten en Siri.

### watchOS 8
WatchOS 8 werd aangekondigd op 7 juni 2021. Nieuwe elementen zijn toegevoegd aan Watch Faces, Fitness+, Foto's en Berichten. Er is ondersteuning voor Wallet en er zijn nieuwe apps toegevoegd, zoals Contacten en Tips.

### watchOS 9
WatchOS 9 werd aangekondigd op 6 juni 2022. In deze versie zijn nieuwe functies toegevoegd aan Workout, Fitness+, Kompas, Slaap, Medicijnen en Toegankelijkheid.

### watchOS 10
WatchOS 10 werd aangekondigd op 5 juni 2023 tijdens de WWDC 2023. Deze versie bracht een geheel vernieuwde interface, met focus op widgets en een gestroomlijnde navigatie. Nieuwe functies omvatten verbeterde metingen in de Workout-app, uitgebreidere mentale gezondheidsfuncties en integratie met third-party apps voor fietsers.

### watchOS 11
WatchOS 11 werd aangekondigd op 3 juni 2024 tijdens de WWDC 2024. Een belangrijke nieuwe functie is verbeterde slaaptracking, waarbij ook slaapapneu kan worden gedetecteerd. Deze functie maakt gebruik van geavanceerde sensoren om de ademhalingspatronen van de gebruiker te monitoren en onregelmatigheden te identificeren, wat inzicht biedt in mogelijke slaapgerelateerde gezondheidsproblemen. Daarnaast zijn er updates in de Activiteiten-app en nieuwe opties voor widgets in de Smart Stack. 